# PolySpot
PolySpot es un editor de software de Motor de búsqueda de empresa. PolySpot es una filial de la sociedad americana CustomerMatrix Inc.
PolySpot tiene su oficina central en París, Francia y también tiene oficina en Inglaterra.
PolySpot tecnología permite a los usuarios de buscar fuentes informaciones simultáneamente numerosas, almacenada tanto en la empresa y en la web a través de una única interfaz de perfil. PolySpot facilita el acceso a los documentos, ayuda a los usuarios a aprovechar los recursos de información, y, mediante el uso de funciones de colaboración del producto, para compartir sus conocimientos con otras comunidades. 
PolySpot Enterprise Search contiene el comportamiento estándar de motores de búsqueda, como búsquedas avanzadas, agrupación tema y también búsquedas federadas, las búsquedas sociales, la navegación facetada, el módulo de extracción de entidades, búsqueda multilingüe (50 idiomas) y profundizar en las características. Los resultados se presentan con un resumen de contexto y su interfaz puede ser personalizada por los usuarios, por ejemplo, en términos de ajuste pertinente. 
PolySpot capacidades de indexación se basa en el proyecto Apache Lucene de código abierto basado en Java.